# 西門新宿

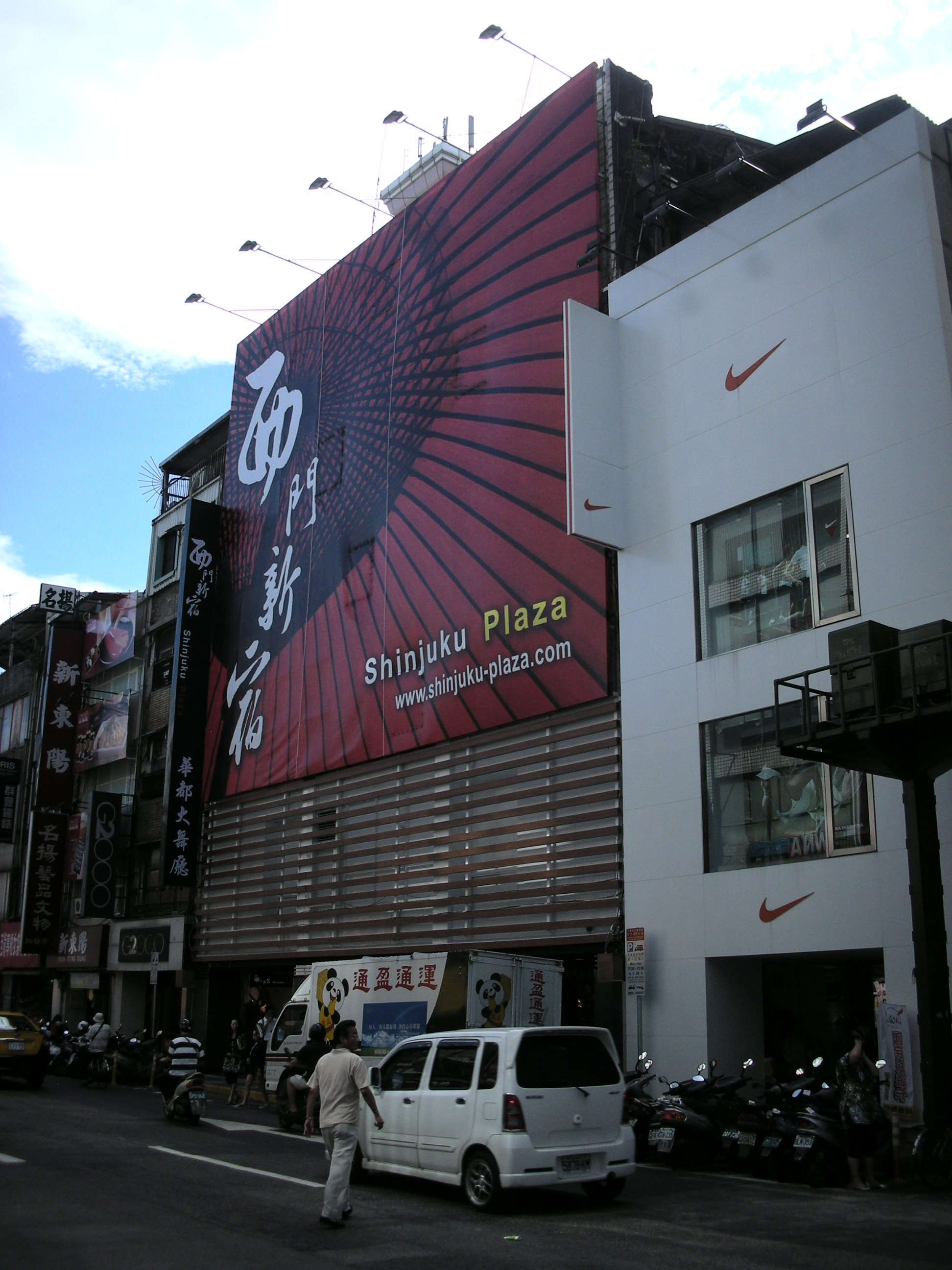
西門新宿商場

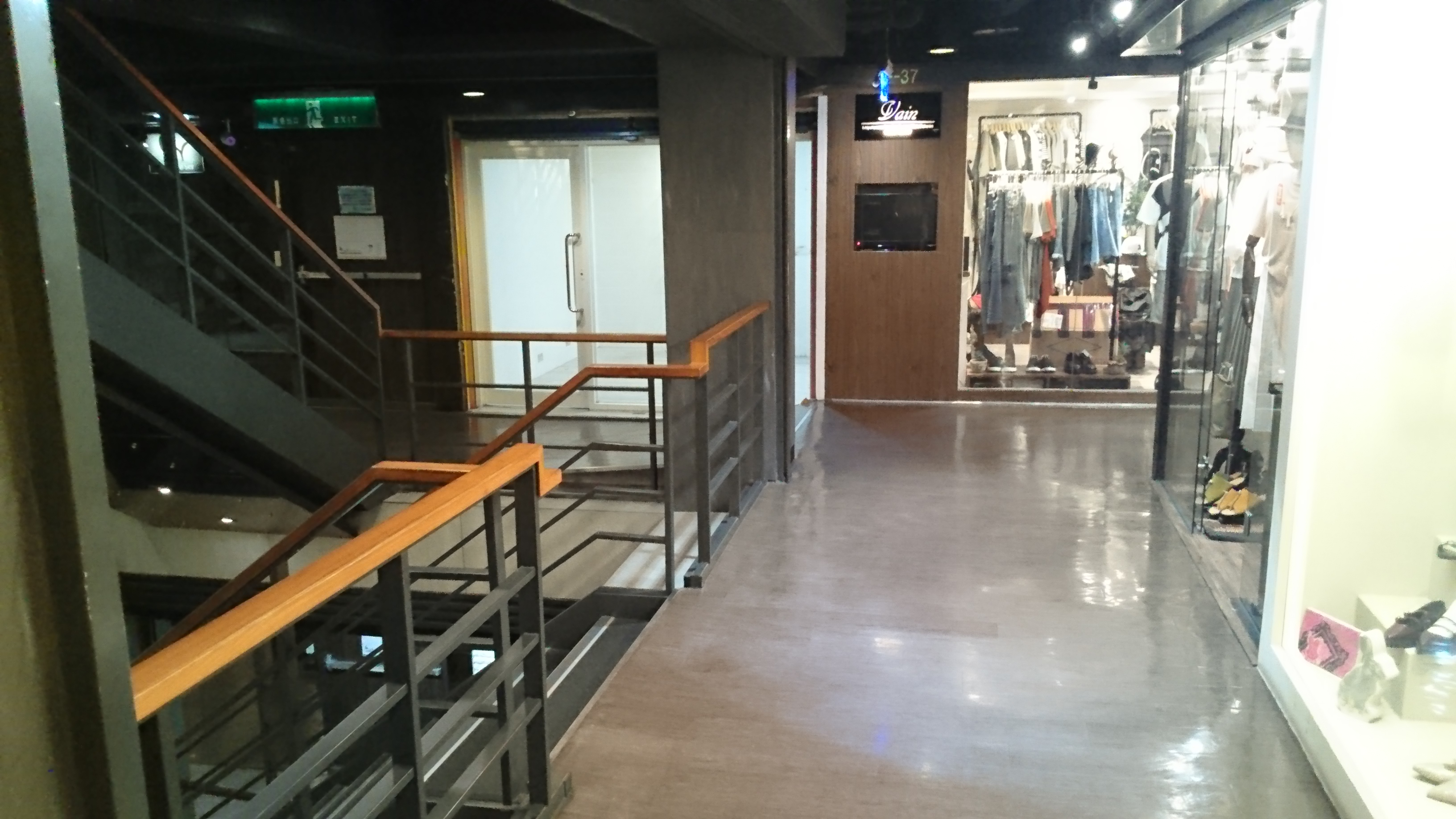
西門新宿內部

西門新宿（Shinjuku Plaza）是位於台灣台北市萬華區西門町西寧南路的攤位式商場，早期為華都俱樂部大樓。目前一至五樓重新裝修為小隔間店面。
西門新宿由於較新的翻修裝潢和小坪數上樓層的特性，二樓以上屬於西門商圈較便宜可負擔的店面，吸引眾多青年微型創業聚集，基本以青年服飾鞋類販售為主，也有眾多網拍商店選擇此處做為跨入實體店的第一站。現階段整棟建物包含商場、六樓以上商用層、住宅層，皆為西門新宿管理處代表各房東負責管理和出租事宜。

## 樓層
| 樓層 | 用途 |
| ---- | ---- |
| 10   |      |
| 9    |      |
| 8    |      |
| 7    |      |
| 6    |      |
| 5    |      |
| 4    |      |
| 3    |      |
| 2    |      |
| 1    |      |